# Білютай (Селенгинський район)
Білютай (рос. Билютай) — село Селенгинського району, Бурятії Росії. Входить до складу Сільського поселення Селендума.
Населення —  212 осіб (2015 рік). 